# Cecil Bødker
Cecil Bødker (Fredericia, 1927. március 27. – 2020. április 19.) dán írónő.

## Élete
Első verseskötete 1955-ben jelent meg, Cecil Skar álnév alatt. 1961-ben publikálta első novellaantológiáját  Øjet címmel, írásai a természettől egyre inkább elidegenedő ember változó létállapotáról szóltak. A modern civilizáció disztopikus kritikája figyelhető meg Tilstanden Harley (1965) és Pap (1967) című munkáiban is.
Az Ifjúsági Könyvek Nemzetközi Tanácsa által kiadott Hans Christian Andersen-díjat 1966-ban kapta meg, ez az egyik legrangosabb gyermekirodalmi elismerés. Dániában 1961-ben az irodalomkritikusok éves díját kapta meg, 1968-ban pedig a Dán Kulturális Minisztérium gyermekkönyv-díját nyerte el Silas og den sorte hoppe című kötete. 1998-ban a Dán Akadémia írói nagydíját kapta meg életművéért. Leoparden (1970) című munkája angol nyelvű kiadása, amelyet Gunnar Poulsen fordított, s az Atheneum Press tett közzé Amerikában, 1976-ban az American Library Association Batchelder-díját kapta, mint az abban az évben a legjobb angolra fordított, idegen nyelvű gyermekkönyv. Magyarul egy regénye jelent meg a Delfin könyvek sorozatban 1977-ben A szellemleopárd címmel (második kiadás az Animus Kiadó gondozásában: 2002), valamint a Nagyvilág című folyóirat 1967. szeptemberi száma közölte Doven ajtaja című elbeszélését.

## Művei
- 1955 Luseblomster (versek)
- 1956 Fygende heste (versek)
- 1959 Anadyomene (versek)
- 1961 Øjet (regény)
- 1964 Latter
- 1964 Samlede digte
- 1965 Tilstanden Harley (regény)
- 1967 Pap (rádiójáték)
- 1967 Silas og den sorte hoppe (ifjúsági regény)
- 1968 I vædderens tegn (versek)
- 1969 Silas og Ben-Godik (ifjúsági regény)
- 1969 Timmerlis (ifjúsági regény)
- 1970 Leoparden (ifjúsági regény, magyarul: A szellemleopárd, Móra kiadó, Delfin könyvek, 1977)
- 1971 Dimma Gole (ifjúsági regény)
- 1971 Fortællinger omkring Tavs
- 1971 Kvinden som gik bort over vandet (rádiójáték)
- 1972 Salthandlerskens hus
- 1972 Silas fanger et firspand (ifjúsági regény)
- 1972 Skyld (színdarab)
- 1974 En vrangmaske i Vorherres strikketøj
- 1975 Barnet i sivkurven
- 1975 Da jorden forsvandt
- 1975 Far, mor og børn (színdarab)
- 1975 Jerutte fra Ræverød (ifjúsági regény)
- 1975 Jerutte redder Tom og Tinne (ifjúsági regény)
- 1976 Jerutte og bjørnen fra Ræverød (ifjúsági regény)
- 1976 Silas stifter familie (ifjúsági regény)
- 1977 Cecil Bødker – et udvalg
- 1977 Den udvalgte
- 1977 Jerutte besøger Hundejens (ifjúsági regény)
- 1977 Silas på Sebastianbjerget (ifjúsági regény)
- 1978 Silas og Hestekragen mødes igen (ifjúsági regény)
- 1979 Silas møder Matti (ifjúsági regény)
- 1980 Evas ekko
- 1980 Flugten fra Farao
- 1981 Tænk på Jolande
- 1982 Den lange vandring
- 1982 Syv år for Rakel
- 1983 Marias barn. Drengen
- 1984 Marias barn. Manden
- 1984 Silas – livet i bjergbyen (ifjúsági regény)
- 1985 Silas – de blå heste (ifjúsági regény)
- 1986 Silas – Sebastians arv (ifjúsági regény)
- 1987 Ægget der voksede (ifjúsági regény)
- 1988 Maria fra Nazaret
- 1988 Silas – ulverejsen (ifjúsági regény)
- 1989 Vandgården
- 1990 Hungerbarnet (ifjúsági regény)
- 1990 Malvina
- 1991 Jordsang (versek)
- 1992 Silas – testamentet (ifjúsági regény)
- 1993 Tørkesommer (regény)
- 1995 – men i hvert fald i live (ifjúsági regény)
- 1996 Fru Hilde (ifjúsági regény)
- 1997 Farmors øre
- 1997 Mens tid er
- 1998 Silas og flodrøverne (ifjúsági regény)
- 2001 Silas – fortrøstningens tid (ifjúsági regény)
- 2003 Siffrine

### Magyarul
- A szellemleopárd. Regény; ford. Árkos Antal; Móra, Bp., 1977 (Delfin könyvek)

## Fordítás
- Ez a szócikk részben vagy egészben  a   Cecil Bødker című angol Wikipédia-szócikk ezen változatának fordításán alapul.  Az eredeti cikk szerkesztőit annak laptörténete sorolja fel. Ez a jelzés csupán a megfogalmazás eredetét és a szerzői jogokat jelzi, nem szolgál a cikkben szereplő információk forrásmegjelöléseként.